# درایور پک
درایور پک (به انگلیسی: DriverPack) نام یک شرکت با مسئولیت محدود واقع در مسکو روسیه است که بیشترین فعالیتش بر روی ساخت و انتشار رایگان مجموعه درایور و گرداننده دستگاه متمرکز است. این شرکت سازنده محبوب‌ترین نرم‌افزار مجموعه درایور دنیا با نام DriverPack Solution است که یک نرم‌افزار متن باز می‌باشد.
این شرکت عرضه عمومی نشده‌است و همچنان با فعالیت‌های محدودی به کار خود ادامه می‌دهد و با توجه به متن بازبودن محصولاتش درآمد مستقیم و قابل توجهی از عرضه محصولاتش ندارد. تعداد کارکنان این شرکت در مجموع 15 نفر است اما تیم اصلی که DriverPack Solution را نیز منتشر می‌کند تنها از 4 نفر تشکیل می‌شود.

## گواهینامه‌ها
با اوج گرفتن نام این شرکت در سطح جهانی بحث‌های زیادی در رابطه با امنیت محصولات آن مطرح شد. با این حال درایور پک با کسب نماد اعتماد از کاسپرسکی لب توانست درایور پک  Solution را در بین برنامه‌های مورد اعتماد کاسپرسکی قرار دهد. امنیت محصولات این شرکت همچنین توسط سیمنتک تصدیق شده‌است. در رابطه با مجوزهای مربوط به نرم‌افزار آزاد نیز درایور پک دارای پروانه عمومی همگانی گنو است.

## خطرات احتمالی
درایور پک اما در دیتابیس آنتی ویروس هایی مانند مالوربایتس، بعنوان یک جاسوس افزار معرفی شده است. همچنین، این نرم افزار ممکن است تنظیمات مرتبط به OEMINFO و سایر بخش های کامپیوتر را بدون اطلاع قبلی تغییر دهد. لازم به ذکر است که براساس تجربه کاربران، ممکن است نرم افزار هایی مانند یاندکس، Chrone(که یک بدل گوگل کروم است) و ... را به صورت مخفی نصب و فعالسازی کند.